# Haspeler Brücke
Die Haspeler Brücke ist eine Straßenbrücke über die Wupper im Wuppertaler Stadtteil Barmen. Die Stahlbrücke verbindet die Haspeler Straße südlich der Wupper in Unterbarmen mit dem nördlichen rechten Flussufer mit den Straßen Hofkamp und Hardtufer, die im Stadtteil Elberfeld liegen. Die 1902–1903 gebaute Brücke ist eine der ältesten Fachwerkbrücken in Wuppertal.
Bis 1929 verlief auf der Brücke die Grenze zwischen den beiden damals noch selbstständigen Großstädten Barmen und Elberfeld. Im Mittelalter gab es an gleicher Stelle eine Furt in der Wupper. Neben der Furt lag auf der südlichen Wupperseite der 1466 erwähnte Furter Hof; an ihn erinnert heute die Straße Furter Hof. Die Elberfelder Landwehr verlief von Ostersbaum über den Hardtberg zu den Südhöhen. Nachweislich existierte im 16. Jahrhundert an der Furt ein Drehkreuz (= „Haspel“). Dieser schmale Durchgang für Fußgänger in der Landwehr führte zur Namensgebung.
1729 wurde eine erste steinerne Brücke durch Eisgang zerstört. Im Siebenjährigen Krieg kam es 1759 zu Gefechten zwischen den Franzosen und dem Feldherrn Ferdinand Erbprinz von Braunschweig. Im Ersten Koalitionskrieg war die Brücke 1796 wieder Schauplatz zwischen französischen und preußischen Auseinandersetzungen. Der preußische Leutnant von Hakke konnte bei dem französischen General Jean-Baptiste Jourdan bewirken, das die Demarkationslinie ein wenig nach Westen zur Haspeler Brücke verlegt wurde.
Eine Anekdote steht in Verbindung mit dieser Brücke (wohl ein Vorgänger zum aktuellen Bau). Kaiser Wilhelm II. soll bei seinem Besuch im Oktober 1900 während der Kutschfahrt von der Barmer zur Elberfelder Seite zu seiner Frau gesagt haben: „Auguste, zieh deinen Hut auf, wir kommen in die Stadt!“ eine andere Version lautet: „Gustchen, setz den Hut gerade, wir kommen nun in die Stadt“. Dies verärgert heute noch so manchen Barmer. Unklar ist, wie dieses angebliche Zitat überliefert wurde, denn es wird bezweifelt, dass diese Kutschfahrt stattgefunden hat.
Die Haspeler Brücke wurde am 20. Januar 2005 unter der Nummer 4217 in die Denkmalliste der
Stadt Wuppertal eingetragen. Die damals geplanten Sanierungsmaßnahmen, nachdem man im Jahr 2003 erhebliche Korrosionsschäden und andere Mängel festgestellt hatte, wurden mit der unteren Denkmalbehörde abgestimmt und Ende 2006 abgeschlossen. Der Umfang der Sanierung wurde damals auf 615.000 Euro kalkuliert.